# Vente de feu
Une vente de feu (en anglais : fire sale) est une vente à des prix extrêmement bas d'articles, généralement lorsque le vendeur fait face à la faillite.

## Vente de feu dans le sport
En termes de sport professionnel, la vente de feu survient lorsqu'une équipe se sépare de plusieurs de ses vétérans pour obtenir en retour des joueurs avec un salaire beaucoup plus bas. Le terme est le plus souvent utilisé dans un contexte différent que celui de « reconstruction », car pour cette dernière, l'équipe obtient des joueurs évoluant déjà au sein de la ligue, ou alors sont presque prêts à y jouer; la vente de feu, elle, amène dans l'équipe des choix de repêchage et des espoirs avec très peu ou aucune expérience dans la ligue.

### Exemples
- En 1995, la franchise de baseball Expos de Montréal libère plusieurs de ses vedettes pour exécuter les ordres des propriétaires de couper la masse salariale. Additionnée à la grève qui vint annuler la Série Mondiale de l'année d'avant, cette vente a porté un très dur coup aux Expos qui voyaient le nombre de leurs partisans baisser drastiquement. Le club ne s'en releva jamais et déménagea à Washington en 2004 pour devenir les Nationals de Washington.

- Les Capitals de Washington connurent une vente de feu majeure durant la saison 2003-04 due au fait que le club était en train de connaitre sa pire saison depuis 26 ans. Ils échangèrent plusieurs vétérans de qualité pour obtenir en retour des joueurs des ligues mineures et des choix de repêchage. Parmi les joueurs que les Capitals ont laissé partir, on trouve Robert Lang qui était, au moment de son échange, premier compteur de la LNH; c'était la toute première fois de l'histoire de la ligue qu'un joueur était échangé au cours d'une saison où il dominait la ligue en termes de points.